# Yair Nitzani
Yair Nitzani (en hebreo: יָאִיר נִיצָּנִי‎; Beersheba, Israel, 22 de agosto de 1958) es un músico, compositor, presentador de televisión y comediante israelí.

## Biografía

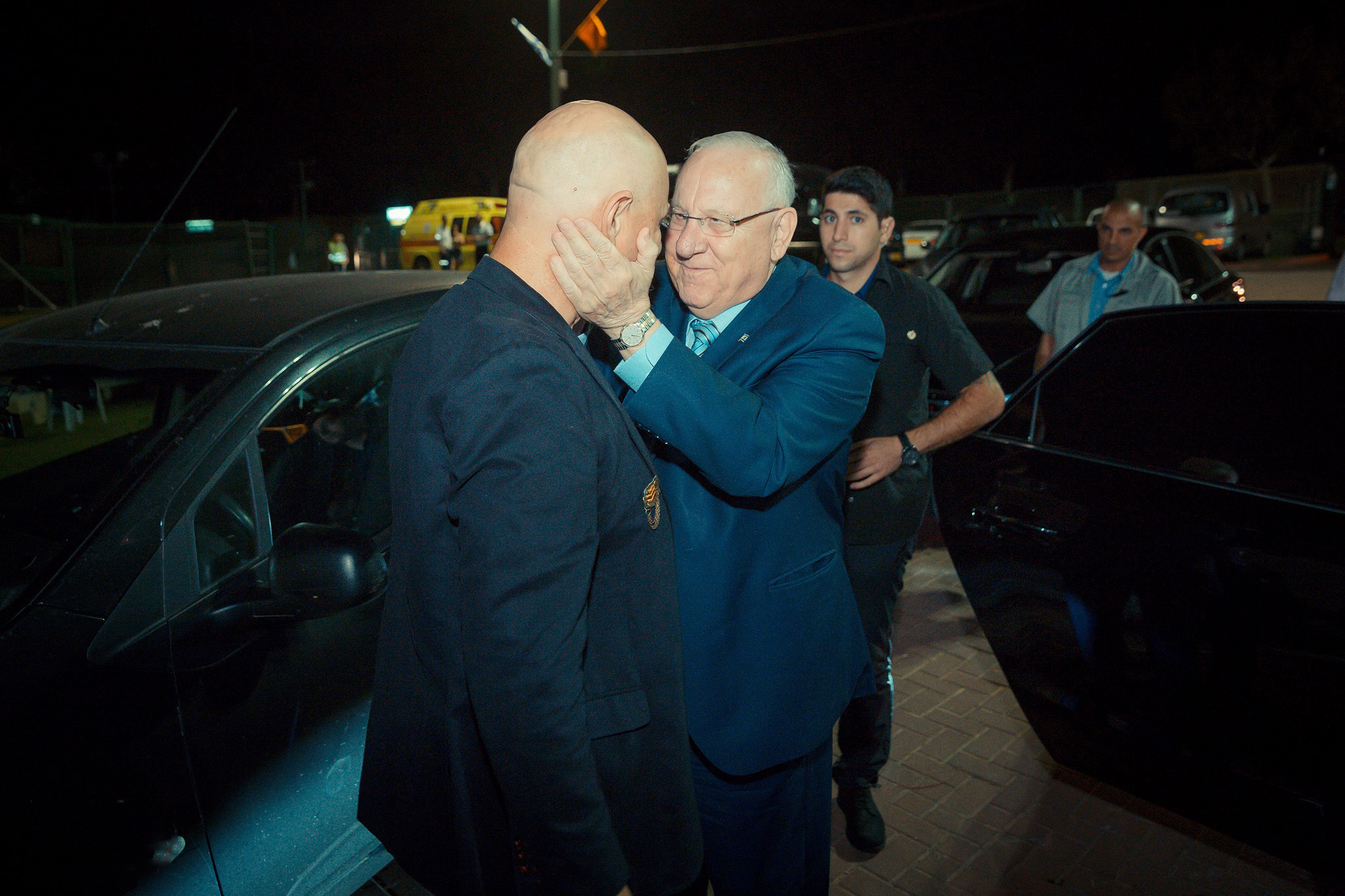
Yair Nitzani junto al Presidente de Israel, Reuven Rivlin.

Yair Nitzani, que es de ascendencia judía italiana, nació en Beersheba en 1958. Después de servir en las Fuerzas de Defensa de Israel como locutor en Galei Zahal en la década de 1980, se unió al grupo de rock T-Slam como teclista y compositor. Nitzani escribió algunas de las canciones más famosas de la banda, entre ellas "Radio Chazak" (Radio potente), "Partzufa Shel HaMdina" (La cara del país), "Tnu Li Rokenrol" (Dame rock & roll), "Od Pgisha". (Otro encuentro) "Chatzavim Porchim" (Las esquilas marinas están floreciendo) y LirOt Ota Hayom (Verla a ella hoy). Su marca de identificación en la banda era un grifo pegado a su frente.

## Carrera
Después de que T-Slam se disolvió, Nitzani se unió a Erez Tal y Avri Gilad en el programa Ma Yesh (Que hay) en la Radio del Ejército de Israel, y se unió a HaOlam HaErev (El mundo esta noche) en el Canal 2 de Israel.
Como director ejecutivo de la compañía discográfica Hed Artzi, descubrió nuevos talentos musicales en Israel, como la banda Ha-Chaverim shel Natasha y el cantante Adam. Fue idea de Nitzani mezclar las canciones yemenitas de Ofra Haza con un ritmo moderno. Persuadió a Izhar Ashdot para que produjera Galbi e Im Ninalu.
Nitzani fue elegido miembro de la junta directiva de ACUM (Sociedad de Derechos de Autor de Israel). En 2002, fue consultor de contenido de Comverse. Fue asesor de Tunewiki, una aplicación líder en letras.
Como solista, ganó fama con su canción cómica "Hashem Tamid" y una versión paródica de Brother Louie de Modern Talking llamada "Shir Hamangal" (La canción de la barbacoa) con la actriz "Gani Tamir".
De 2003 a 2005, Nitzani escribió y presentó tres temporadas de Ahorei HaChadashot ("Detrás de las noticias") en el Canal 10 de Israel.
Es dueño de una compañía de música, Yair Nitzani Music.
En febrero de 2011, Nitzani estaba programado para unirse a los jueces del reality show Kojav Nolad, la versión israelí de American Idol.
Nitzani es el presentador de Yanshufim en el canal 8 de la televisión por cable israelí. Fue nombrado el mejor programa de televisión de 2011 y 2012. Es el presentador de A Bit High, un programa cultural semanal en el canal 10 en Israel. También escribe una columna satírica semanal para Israel Hayom, el periódico más popular de Israel.

## Discografía
- T-Slam - Radio fuerte
- T-Golpe – T-Golpe 2
- T-Slam – Solo para coleccionistas
- T-Slam con la Orquesta Sinfónica de Rishon le Zion, en vivo
- Sencillos - "Hashem Tamid" y "Shir Hamangal"
- "Shiro Shel Shafshaf", interpretada por Meir Banai, letra de Nitzani

## Filmografía
- Shovrim, dirigida por Avi Nesher (1984)
- Avoda BaEnaim, dirigida por Yigal Shilon (1989)[6][7]
- Kvod Ha Shagrir (1997)[8]